# Jess Bush

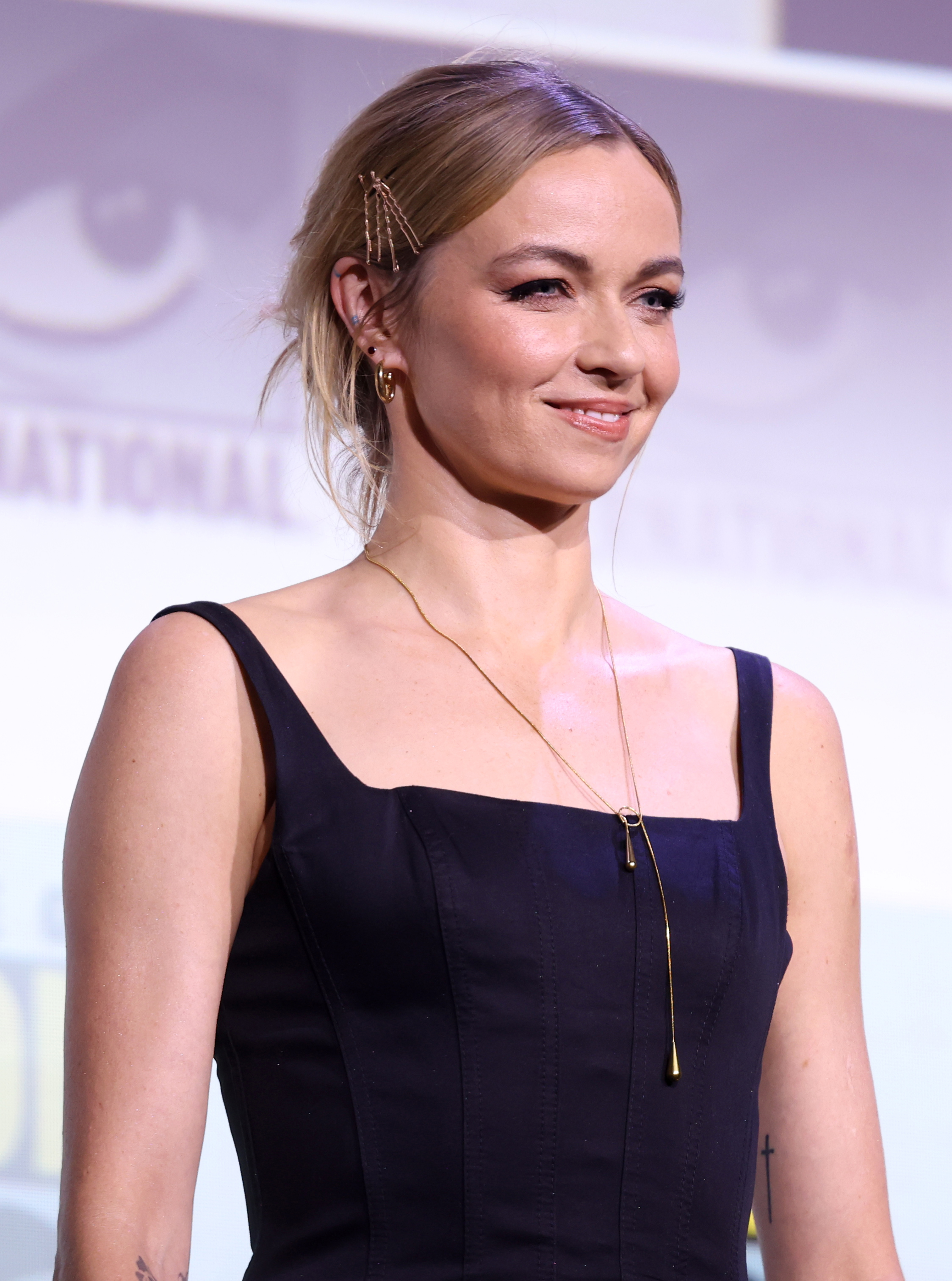
Jess Bush (2025)

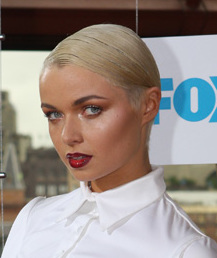
Jess Bush (2011)

Jess Bush (* 26. März 1992 in Brisbane) ist eine australische Filmschauspielerin und Künstlerin.

## Leben
Bush nahm 2011 an der siebten Staffel der Castingshow Australia’s Next Top Model teil. Seit 2017 ist sie als Schauspielerin tätig. Nach zwei Auftritten in der Seifenoper Home and Away folgten weitere Rollen in australischen Film- und Fernsehproduktionen. In der im Mai 2022 gestarteten Star-Trek-Fernsehserie Star Trek: Strange New Worlds spielt sie die Hauptrolle der Christine Chapel.
Bush ist außerdem als bildende Künstlerin tätig. Sie entwirft Schmuck und erschafft Gemälde, Wandbilder und Installationen. Ihre Werke wurden in zahlreichen Galerien in Australien und den Vereinigten Staaten ausgestellt.

## Filmografie
- 2017: Home and Away (Fernsehserie, zwei Folgen)
- 2017: The Secret Daughter (Fernsehserie, Folge 2x02 Respect)
- 2018: Skinford: Chapter Two
- 2019: Les Norton (Fernsehserie, Folge 1x07 The Real Thing)
- 2019: Playing for Keeps (Fernsehserie, vier Folgen)
- 2020: Halifax: Retribution (Fernsehserie, Folge 1x01)
- seit 2022: Star Trek: Strange New Worlds (Fernsehserie)